# Mansplaining
Mansplaining je engleska riječ, tvorenica, nastala spajanjem dvije riječi engleskog jezika: man (čovjek) i splaining (od explaining, objašnjavanje). To je pogrdan izraz koji označava „muškarca koji će nešto komentirati ili objašnjavati ženi na snishodljiv, samouvjeren, a često netočan ili pojednostavljen način”.
Mansplaining je način na koji muškarac razgovara s nekim, uglavnom ženom, arogantno i "s visoka" govori o nečemu što mu je nepoznato, s pogrešnom pretpostavkom da on zna više o toj temi od osobe/žene s kojom razgovara.

## Podrijetlo
Termin je inspiriran esejom Rebecce Solnit "Men Explain Things to Me: Facts Didn't Get in Their Way" objavljenog 2008. godine. Iako Rebecca Solnit u svom eseju nije upotrijebila riječ mansplaining taj fenomen je opisala kao "nešto što svaka žena zna". U tom eseju opisala je svoje iskustvo s jedne zabave na kojoj je bila s prijateljem. Na toj zabavi joj je imućni, stariji domaćin, nakon što je saznao da je Solnit nedavno objavila knjigu o fotografu iz 19. stoljeća Eadweardu Muybridgeu, ispričao sve o vrlo važnoj knjizi o istom fotografu koja je upravo objavljena, ne znajući da govori baš o njezinoj knjizi. Prijatelj Rebecce Solnit morao je nekoliko puta prekinuti domaćina kako bi mu to objasnio. 
Esej "Men Explain Things to Me: Facts Didn't Get in Their Way" usredotočuje se na šutnju žena s idejom da muškarci naizgled vjeruju da, što god žena rekla, muškarac uvijek zna bolje. Taj će se fenomen tek kasnije nazvati mansplaining. U ovom eseju Solnit opisuje kako je utišavanje ženskih glasova kršenje ženske slobode i zapravo zlouporaba moći. Zbog nedostatka vjerodostojnosti ženskim glasovima u muškom umu, problemi poput nasilne smrti, zlostavljanja, uznemiravanja i silovanja često se zanemaruju. Na ovaj način, tvrdi Solnit, šutnja žena je opasan fenomen.
Iako se izvorno pojam mansplaining odnosio na pretpostavku da muškarac zna više od žene, termin se počeo koristiti u širem značenju označavajući tako način na koji se muškarac snishodljivo i "s visoka" obraća nekoj publici bez obzira na spol i dob. New York Times je riječ mainsplaining proglasio jednom od svojih "riječi godine". American Dialect Society nominiralo je Mansplaining za "najkreativniju" novu riječ 2012. godine.
Godine 2018., tijekom predavanja u Moe's Books u Berkeleyju u Kaliforniji, Solnit je rekla: “Lažno sam proglašena zaslužnom za nastajanje kovanice "mansplaining". Bila je to riječ godine New York Timesa 2010. Nisam je zapravo ja skovala. Bila sam pomalo ambivalentna u vezi s tom riječi jer se čini malo više osuđujućom prema muškarcima nego što sam ja to ikada željela."
"Mansplaining" je iznjedrio paralelne konstrukcije kao što su womansplaining, whitesplaining, rightsplaining, goysplaining, and Damonsplaining.

## Kritika
S obzirom na rodnu specifičnost i negativnu konotaciju, Lesley Kinzel opisala je izraz mansplaining kao inherentno pristran, esencijalistički, odbacivački i s dvostrukim mjerilima.
U članku Washington Posta iz 2016. Cathy Young je napisala da je to samo jedan od brojnih pojmova koji koriste "čovjek" kao pogrdni prefiks, te da je ta konvencija dio "trenutnog ciklusa mizandrije ".
Meghan Daum u članku iz Los Angeles Timesa iz 2015. napisala je kako "Sugerirati da su muškarci kvalificiraniji za etiketiranje od žena nije samo seksistički, već gotovo isto tako bez sluha kao i kategoriziranje svega što muškarac kaže kao omalovažavanje muškaraca." I sama je Solnit 2014. rekla da sumnja u to: "Čini mi se da sam pomalo opterećena idejom da su muškarci inherentno manjkavi na ovaj način, umjesto da neki muškarci objašnjavaju stvari koje ne bi trebali i ne čuju stvari koje bi trebali" . Kako je riječ postajala sve popularnija, nekoliko se komentatora žalilo da je zlouporaba razrijedila njezino izvorno značenje.
Joshua Sealy-Harrington i Tom McLaughlin napisali su u novinama The Globe and Mail da se taj izraz koristio kao ad hominem za utišavanje rasprave.

## Vanjske poveznice
- Rebecca Solnit, Muškarci mi objašnjavaju stvari; Činjenice im nisu stale na put, 13. travnja 2008
- Lara Rutherford-Morrison (Užurbanost), 6 suptilnih oblika mansplaininga s kojima se žene susreću svaki dan, 19. siječnja 2016.